# Grand Prix automobile de France 2006
GP précédent GP suivant
Le Grand Prix automobile de France 2006 (Formula 1 Grand Prix de France 2006), disputé sur le circuit de Nevers Magny-Cours à 12 km au sud de Nevers le 16 juillet 2006, est la 761e épreuve du championnat du monde de Formule 1 courue depuis 1950 et la onzième manche du championnat 2006.
Ce Grand Prix qui marquait le centenaire du GP de France a été remporté par Michael Schumacher.
Le centenaire a été marqué par un concert de Roger Waters, accompagné par Nick Mason, donné le vendredi soir sur la pelouse de la piste Club. Laurent Voulzy et Tony Joe White ont également donné un concert ce jour.

## Grille de départ

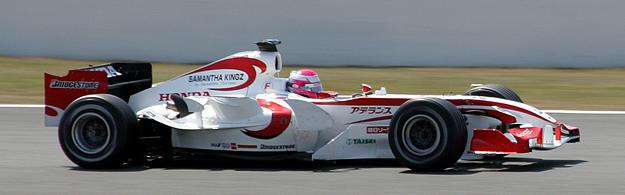
Franck Montagny dispute son GP national sur Super Aguri

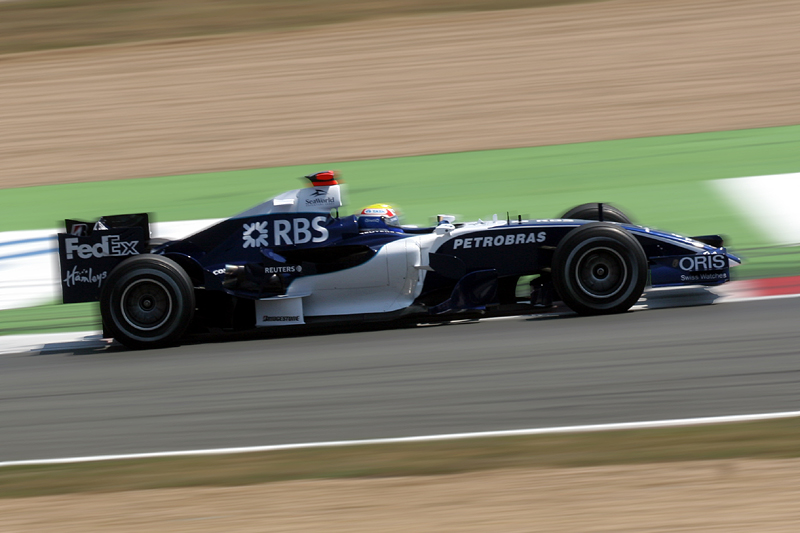
Mark Webber lors du GP de France

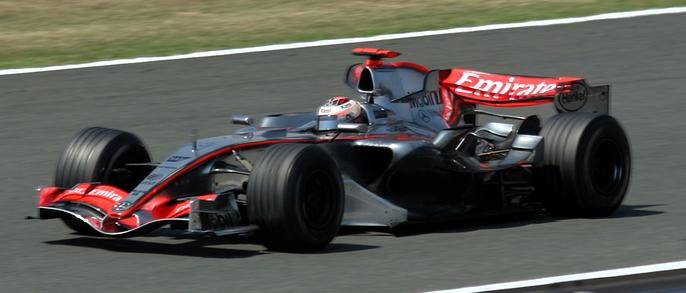
Kimi Räikkönen lors du GP de France

| Pos | Pilote               | Voiture             | Chrono 3       | Chrono 2       | Chrono 1       |
| --- | -------------------- | ------------------- | -------------- | -------------- | -------------- |
| 1   | Michael Schumacher   | Ferrari             | 1 min 15 s 493 | 1 min 15 s 111 | 1 min 15 s 865 |
| 2   | Felipe Massa         | Ferrari             | 1 min 15 s 510 | 1 min 15 s 679 | 1 min 16 s 277 |
| 3   | Fernando Alonso      | Renault             | 1 min 15 s 785 | 1 min 15 s 706 | 1 min 16 s 328 |
| 4   | Jarno Trulli         | Toyota              | 1 min 16 s 036 | 1 min 15 s 776 | 1 min 15 s 550 |
| 5   | Ralf Schumacher      | Toyota              | 1 min 16 s 091 | 1 min 15 s 625 | 1 min 15 s 949 |
| 6   | Kimi Räikkönen       | McLaren-Mercedes    | 1 min 16 s 281 | 1 min 15 s 742 | 1 min 16 s 154 |
| 7   | Giancarlo Fisichella | Renault             | 1 min 16 s 345 | 1 min 15 s 901 | 1 min 16 s 825 |
| 8   | Pedro de la Rosa     | McLaren-Mercedes    | 1 min 16 s 632 | 1 min 15 s 902 | 1 min 16 s 679 |
| 9   | Nico Rosberg         | Williams-Cosworth   | 1 min 18 s 272 | 1 min 15 s 926 | 1 min 16 s 534 |
| 10  | David Coulthard      | Red Bull-Ferrari    | 1 min 18 s 663 | 1 min 15 s 974 | 1 min 16 s 350 |
| 11  | Mark Webber          | Williams-Cosworth   |                | 1 min 16 s 129 | 1 min 16 s 531 |
| 12  | Nick Heidfeld        | BMW Sauber          |                | 1 min 16 s 294 | 1 min 16 s 686 |
| 13  | Christian Klien      | Red Bull-Ferrari    |                | 1 min 16 s 433 | 1 min 16 s 921 |
| 14  | Rubens Barrichello   | Honda               |                | 1 min 17 s 027 | 1 min 17 s 022 |
| 15  | Scott Speed          | Toro Rosso-Cosworth |                | 1 min 17 s 063 | 1 min 17 s 117 |
| 16  | Christijan Albers    | Midland-Toyota      |                | 1 min 17 s 105 | 1 min 16 s 962 |
| 17  | Vitantonio Liuzzi    | Toro Rosso-Cosworth |                |                | 1 min 17 s 164 |
| 18  | Jacques Villeneuve   | BMW Sauber          |                |                | 1 min 17 s 304 |
| 19  | Jenson Button        | Honda               |                |                | 1 min 17 s 495 |
| 20  | Tiago Monteiro       | Midland-Toyota      |                |                | 1 min 17 s 589 |
| 21  | Franck Montagny      | Super Aguri-Honda   |                |                | 1 min 18 s 637 |
| 22  | Takuma Satō          | Super Aguri-Honda   |                |                | 1 min 18 s 845 |

## Course

### Classement de la course

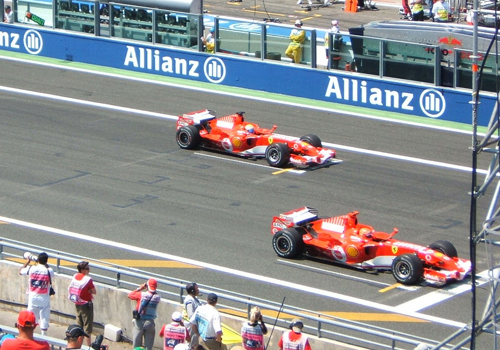
La première ligne, totalement Ferrari

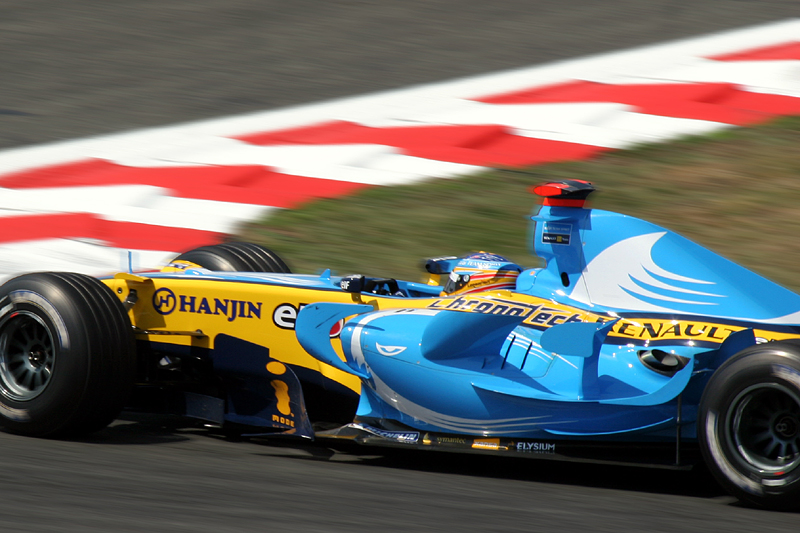
Fernando Alonso au GP de France 2006

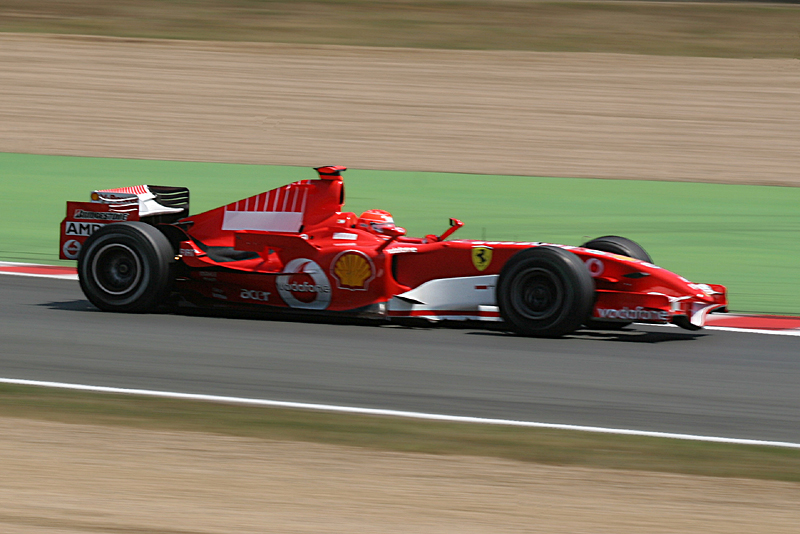
Michael Schumacher au GP de France 2006

| Pos  | No | Pilote               | Écurie              | Tours | Temps/Abandon                      | Grille | Points |
| ---- | -- | -------------------- | ------------------- | ----- | ---------------------------------- | ------ | ------ |
| 1    | 5  | Michael Schumacher   | Ferrari             | 70    | 1 h 32 min 07 s 803 (200,968 km/h) | 1      | 10     |
| 2    | 1  | Fernando Alonso      | Renault             | 70    | + 10 s 131                         | 3      | 8      |
| 3    | 6  | Felipe Massa         | Ferrari             | 70    | + 22 s 546                         | 2      | 6      |
| 4    | 7  | Ralf Schumacher      | Toyota              | 70    | + 27 s 221                         | 5      | 5      |
| 5    | 3  | Kimi Räikkönen       | McLaren-Mercedes    | 70    | + 33 s 006                         | 6      | 4      |
| 6    | 2  | Giancarlo Fisichella | Renault             | 70    | + 45 s 265                         | 7      | 3      |
| 7    | 4  | Pedro de la Rosa     | McLaren-Mercedes    | 70    | + 49 s 407                         | 8      | 2      |
| 8    | 16 | Nick Heidfeld        | BMW Sauber          | 69    | + 1 tour                           | 11     | 1      |
| 9    | 14 | David Coulthard      | Red Bull-Ferrari    | 69    | + 1 tour                           | 9      |        |
| 10   | 21 | Scott Speed          | Toro Rosso-Cosworth | 69    | + 1 tour                           | 14     |        |
| 11   | 17 | Jacques Villeneuve   | BMW Sauber          | 69    | + 1 tour                           | 16     |        |
| 12   | 15 | Christian Klien      | Red Bull-Ferrari    | 69    | + 1 tour                           | 12     |        |
| 13   | 20 | Vitantonio Liuzzi    | Toro Rosso-Cosworth | 69    | + 1 tour                           | 22     |        |
| 14   | 10 | Nico Rosberg         | Williams-Cosworth   | 68    | + 2 tours                          | 18     |        |
| 15   | 19 | Christijan Albers    | Midland-Toyota      | 68    | + 2 tours                          | 15     |        |
| 16   | 23 | Franck Montagny      | Super Aguri-Honda   | 67    | + 3 tours                          | 20     |        |
| Abd. | 12 | Jenson Button        | Honda               | 61    | Moteur                             | 17     |        |
| Abd. | 9  | Mark Webber          | Williams-Cosworth   | 55    | Pneu                               | 10     |        |
| Abd. | 8  | Jarno Trulli         | Toyota              | 39    | Freins                             | 4      |        |
| Abd. | 11 | Rubens Barrichello   | Honda               | 28    | Moteur                             | 13     |        |
| Abd. | 18 | Tiago Monteiro       | Midland-Toyota      | 11    | Problème hydraulique               | 19     |        |
| Abd. | 22 | Takuma Satō          | Super Aguri-Honda   | 0     | Embrayage                          | 21     |        |

### Pole position et record du tour
- Pole position :  Michael Schumacher (Ferrari) en 1 min 15 s 493 (vitesse moyenne : 210,345 km/h)[3].
- Meilleur tour en course :  Michael Schumacher (Ferrari) en 1 min 17 s 111 (vitesse moyenne : 205,932 km/h) au quarante-sixième tour[4].

### Tours en tête
- Michael Schumacher (Ferrari) : 63 tours (1-18 / 23-38 / 42-70) ;
- Jarno Trulli (Toyota) : 2 tours (19-20) ;
- Ralf Schumacher (Toyota) : 2 tours (21-22) ;
- Fernando Alonso (Renault) : 3 tours (39-41)[5].

## Classements généraux à l'issue de la course
| Pos | Pilote               | Écurie              | Points |
| --- | -------------------- | ------------------- | ------ |
| 1   | Fernando Alonso      | Renault             | 96     |
| 2   | Michael Schumacher   | Ferrari             | 79     |
| 3   | Giancarlo Fisichella | Renault             | 46     |
| 4   | Kimi Räikkönen       | McLaren-Mercedes    | 43     |
| 5   | Felipe Massa         | Ferrari             | 42     |
| 6   | Juan Pablo Montoya   | McLaren-Mercedes    | 26     |
| 7   | Rubens Barichello    | Honda               | 16     |
| 8   | Jenson Button        | Honda               | 16     |
| 9   | Ralf Schumacher      | Toyota              | 13     |
| 10  | Nick Heidfeld        | BMW Sauber F1 Team  | 13     |
| 11  | David Coulthard      | Red Bull-Ferrari    | 10     |
| 12  | Jarno Trulli         | Toyota              | 8      |
| 13  | Jacques Villeneuve   | BMW Sauber F1 Team  | 7      |
| 14  | Mark Webber          | Williams-Toyota     | 6      |
| 15  | Nico Rosberg         | Williams-Toyota     | 4      |
| 16  | Pedro de la Rosa     | McLaren-Mercedes    | 2      |
| 17  | Christian Klien      | Red Bull-Ferrari    | 1      |
| 18  | Vitantonio Liuzzi    | Toro Rosso-Cosworth | 1      |

| Pos | Écurie              | Points |
| --- | ------------------- | ------ |
| 1   | Renault             | 142    |
| 2   | Ferrari             | 121    |
| 3   | McLaren-Mercedes    | 71     |
| 4   | Honda               | 32     |
| 5   | Toyota              | 21     |
| 6   | BMW Sauber          | 20     |
| 7   | Red Bull-Ferrari    | 11     |
| 8   | Williams-Toyota     | 10     |
| 9   | Toro Rosso-Cosworth | 1      |

## Statistiques
- 88e victoire pour Michael Schumacher.
- 187e victoire pour Ferrari en tant que constructeur.
- 187e victoire pour Ferrari en tant que motoriste.
- 7e et dernier Grand Prix pour Franck Montagny.
- Juan Pablo Montoya, toujours sous contrat chez McLaren mais mis à l'écart après avoir annoncé qu'il piloterait en NASCAR en 2007, est remplacé par le pilote essayeur Pedro de la Rosa.